# Bianor albobimaculatus
Bianor albobimaculatus är en spindelart som först beskrevs av Lucas 1846.  Bianor albobimaculatus ingår i släktet Bianor och familjen hoppspindlar. Inga underarter finns listade.